# Pseudodistoma
Pseudodistoma is een geslacht van zakpijpen uit de familie van de Pseudodistomidae en de orde Aplousobranchia.

## Soorten
- Pseudodistoma acuatum Kott, 1992
- Pseudodistoma africanum Millar, 1954
- Pseudodistoma antinboja Tokioka, 1949
- Pseudodistoma arborescens Millar, 1967
- Pseudodistoma arnbacki Pérès, 1959
- Pseudodistoma aureum (Brewin, 1957)
- Pseudodistoma australe Kott, 1957
- Pseudodistoma brieni Peres, 1949
- Pseudodistoma candens Kott, 1992
- Pseudodistoma cereum Michaelsen, 1924
- Pseudodistoma citrinum Monniot F. & Monniot C., 2006
- Pseudodistoma coronatum Monniot F. & Monniot C., 1996
- Pseudodistoma crucigaster Gaill, 1972
- Pseudodistoma cyrnusense Pérès, 1952
- Pseudodistoma delicatum Monniot C., Monniot F., Griffiths & Schleyer, 2001
- Pseudodistoma digitata Monniot F. & Monniot C., 2001
- Pseudodistoma fragile Tokioka, 1958
- Pseudodistoma inflatum Kott, 1992
- Pseudodistoma kanoko Tokioka & Nishikawa, 1975
- Pseudodistoma mauritiana Vasseur, 1967
- Pseudodistoma megalarva Monniot F. & Monniot C., 1996
- Pseudodistoma michaelseni Millar, 1968
- Pseudodistoma novaezelandiae (Brewin, 1950)
- Pseudodistoma obscurum Pérès, 1959
- Pseudodistoma opacum (Brewin, 1950)
- Pseudodistoma oriens Kott, 1992
- Pseudodistoma pilatum Kott, 1992
- Pseudodistoma poculum Monniot F. & Monniot C., 1996
- Pseudodistoma pulvinum Kott, 1992
- Pseudodistoma saxicavum Gaill, 1972
- Pseudodistoma valeriae Brunetti, 2009

Niet geaccepteerde soorten:
- Pseudodistoma gracilum Kott, 1992 → Pseudodistoma fragile Tokioka, 1958
- Pseudodistoma sigillinoides Brewin, 1958 → Ritterella sigillinoides (Brewin, 1958)